# Луда кућа (ТВ емисија)
Луда кућа српски је ријалити емисија који се приказује од 17. септембра 2009. године на телевизији Кошава, док од 30. септембра 2010. до 2018 прелази на телевизију Хепи. Емисија приказује измишљене приче људи, који током емисије пролазе кроз вербални, а често и физички сукоб.